# Rozdělování prostoru
Rozdělování prostoru je proces, při němž je prostor rozdělen na dva nebo více podprostorů. Každý ze vzniklých podprostorů je obvykle dále rozdělen pro vytvoření hierarchie.

## Využití
Rozdělování prostoru má využití zejména v počítačové grafice. Vyhledání geometrických entit v takto uspořádaném prostoru je totiž výrazně rychlejší. Konkrétním případem použití je například sledování paprsku či detekce kolizí.